# 叶水夫
叶水夫（1920年—2002年），男，浙江宁海人，中国大陆翻译家，曾任中国外国文学学会副会长、中国翻译协会会长、中国比较文学学会副会长。毕业于上海沪江大学。

## 生平
1920年，叶水夫出生在浙江省宁海县。
叶水夫毕业于沪江大学物理系。1942年，开始发表作品。1943年，进入社会工作。之后，在上海时代出版社、中国社会科学院等工作。1949年，加入中国作家协会。
2002年去世。

## 家庭
妻子许磊然也是俄语文学翻译家，两人是沪江大学的同学。

## 作品
- 《早期作品集》
- 《赴苏使命》
- 《不屈的人们》
- 《青年近卫军》（亚历山大·亚历山大罗维奇·法捷耶夫）
- 《遗失街风习》
- 《苏联文学史》

## 奖项
- 1996年，第一届鲁迅文学奖之全国优秀文学彩虹翻译奖。